# Церковь Святого Димитрия (Бодаки, православная)
 Памятник культуры Малопольского воеводства: регистрационный номер А-45/M от  3 марта 2006 года.
Церковь святого Димитрия Солунского (пол. Cerkiew św. Dymitra) — православная церковь, находящаяся в селе Бодаки, гмина Сенкова, Горлицкий повят, Малопольское воеводство. Приход входит в Перемышльскую и Новосондентскую епархию Польской православной церкви. Церковь освящена в честь святого Димитрия Солунского. Архитектурный памятник Малопольского воеводства, входящий в туристический маршрут «Путь деревянной архитектуры».

## История
Церковь была построена местным плотником Василием Френцко в 1934 году после Тылявского раскола, после которого многие жители села перешли в православие. В 1947 году часть жителей села в ходе операции «Висла» переселили в западные области Польши и церковь стала использовалась в качестве сарая.
В 1957 году состоялось повторное открытие церкви. С тех пор храм несколько ремонтировался.
3 марта 2006 года церковь была внесена в реестр охраняемых памятников Малопольского воеводства (A/45/M).
В настоящее время храм является филиалом прихода святых Космы и Дамиана в Бартне.
Недалеко от церкви располагается одноимённая католическая церковь.
Возле храма находится памятный крест в честь 1000-летия Крещения Руси.